# Toxandros

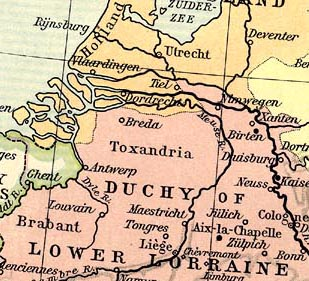
Toxândria em um mapa da Europa Central

Toxandros (em latim: toxandri), texuandros (em latim: texuandri) e taxandros (em latim: taxandri) eram uma tribo germânica ocidental que se estabeleceu numa antiga região (entre Holanda e Flandres) que hoje corresponde ao moderno Kempen.

## História
A localização da tribo foi descrita por Plínio, o Velho em sua História Natural, onde entre outras outras informações, ele diz que eles eram conhecidos por vários nomes. Seu nome também é preservado em lugares que têm nomes derivados como Tessenderlo. O local onde a tribo habitava (e que depois veio a ser denominada Toxândria), situava-se ao norte da Gália Belga entre os rios  Escalda e o Mosa (regiões de Kempen, Brabante, Limburgo).  
O nome da Tribo aparece pela primeira vez durante os primeiros séculos, quando a área onde habitavam se tornou parte do Império Romano. Eles tinham seu assentamento na parte norte da tribo dos Tungros, a "Estado dos Tungros" (Tungrorum Civitas), uma parte da província romana da Germânia Inferior. Eles foram, portanto, [aliados ou derivados - uma ramificação] da tribo dos Tungros, ou, eventualmente, sujeito a eles. A moderna cidade de Tongerlo, Bélgica (que têm esse nome em homenagem aos aos Tungros), está muito mais próxima de Tessenderlo do que a cidade natural dos Tungros, a moderna Tongeren.
Os Toxandros podem ter sido na realidade uma formação surgida do agrupamento de imigrantes germânicos do leste do Reno que se estabeleceram no território romano, como certamente aconteceu, em uma proximidade maior com o Reno, com os, por exemplo, Úbios, ao leste, perto de Colônia, com os Cugernos, ao nordeste, perto de Xanten, e com osBatávios, seguindo ao norte dos Toxandros, no Delta do Reno e Mosa. Por outro lado, embora a imigração germânica, como pensada, possa ter afetado toda esta área, às vezes é argumentado que os Toxandros e Tungros possam representar uma continuação das populações anteriormente existentes sob novos nomes.
O nome dos "Tungros" também só aparece na época romana imperial. Antes da tomada desta região por Roma, nos comentários de Júlio César, resultantes de suas campanhas na região germânica, existia a vida tribal aproximadamente na mesma área, composta pelos Eburões, os Condrusos, os Pemanos, os Cerósios e osSegnos. OsEburões foram o maior grupo dentro da Germânia, e seu território, pelo menos, uma parte significante, foi composta depois pelos Toxandros. Tácito sugere que os"Tungros" foram os mesmos, aos quais se apelidou pela primeira vez de germanos, eram eles portando os germanos originais, e [por isso] tinham mudado seu nome.
Isso é muitas vezes interpretado como o reconhecimento de que os Tungros, foi um nome usado, mais tarde, para se referir a todas as tribos desta região e, assim, os descendentes de várias tribos, incluindo aqueles referidos por césar, como sendo os assim chamados germanos coletivamente. O nome pode até mesmo ter um significado artificial, cujo significado é "os jurado"ou os "confederados".

## Etimologia
A etimologia do nome toxandros é [portanto] incerta, mas tem sido proposto que pode ser uma tradução do nome original gaulês de Eburões, referindo-se ao "teixo" (em latim)Taxus, mas esta não é a única explicação possível para o nome. Além disso, como os Condrusos, um dos anteriores germanos, dentre as tribos mencionadas por César, os toxandros foram reconhecidos pelos romanos como um agrupamento distinto para fins administrativos de tropas em revista. Outro ponto, sem argumentos definitivos, têm especulado que os "Toxandris" ocupavam um território dos Menápios (o território do futuro Principado de Liège), mas outros autores dão um significado diferente para as palavras de Plínio com base em outra passagem de Plínio que, descrevendo a costa da Europa, diz: "Toto autem mari usque ad hoc Scaldis fluvium Germanicae accolunt gentes" e mais tarde a palavra "introrsus" se opõe a "externo" do que se poderia inferir que Plínio fala dos povos da costa, por isso os "Toxandris" situar-se-iam entre Ghent e Bruges.

## Toxândria
Em meados do séc IV, os Francos sálios se estabeleceram como federados em Toxândria, fato esse que, eventualmente, se tornou o nome de umconcílio medieval no início Baixa Lotaríngia. Mais uma vez, neste ponto da história não está claro se os Toxandros foram expulsos ou incorporados pela grande federação tribal germânica dos francos. O último parece mais provável. Todavia, o certo é que as tribos dos francos salianos que colonizaram aquela região [Toxândria], no século IV, tornaram-se conhecidos como toxandros e foi dessas tribos ascendeu a dinastia merovíngia que dominaria toda a região do hoje chamamos França.
Em 306, os Francos atacam e saqueiam as fronteiras do Reno. Entre eles estão Ascárico e Merogais (ou Ragaise), chamado de reis francos. Eles são os senhores da guerra, assim eleitos pelos guerreiros da tribo e proclamados como seus governantes. Eles são, provavelmente, Brúcteros.

### Reis de Toxândria
- Marcomero (320–381)

Relativamente à eleição do primeiro rei dos francos,  diz a história que após a morte de Sunão, seu irmão Marcomero, líder dos Ampsivários e Catos, tentou unir o povo Franco e então propôs às demais tribos [francas] que eles deveriam ter um único rei, ao contrário de sua tradição. O "Liber Historiae Francorum" acrescenta que Faramundo, filho de Marcomero, foi então escolhido como este primeiro rei (começando assim a tradição dos cabeludos reis dos francos), e, em seguida, afirma que quando ele morreu, seu filho Clódio, foi escolhido como sucessor. 
- Genebaldo (381–389) Genobaldo era um líder (duque) dos francos . Ele invadiu o Império Romano no ano 388, junto com Marcomero e Sunão, quando o usurpador e líder de toda a Gália romana, Magno Máximo foi cercado em Aquileia por Teodósio I.
- Ragaise (389–407)
- Malarico I (407–460), primeiro rei dos francos em Toxândria.

## Localização
Quando os romanos chegaram, várias tribos foram localizados na região dos Países Baixos, que residiam nas partes habitáveis mais altas, especialmente no leste e sul. Essas tribos não deixaram registros escritos. Todas as informações conhecidas sobre elas durante este período pré-romano é baseada no que os romanos, mais tarde, escreveram sobre as mesmas.

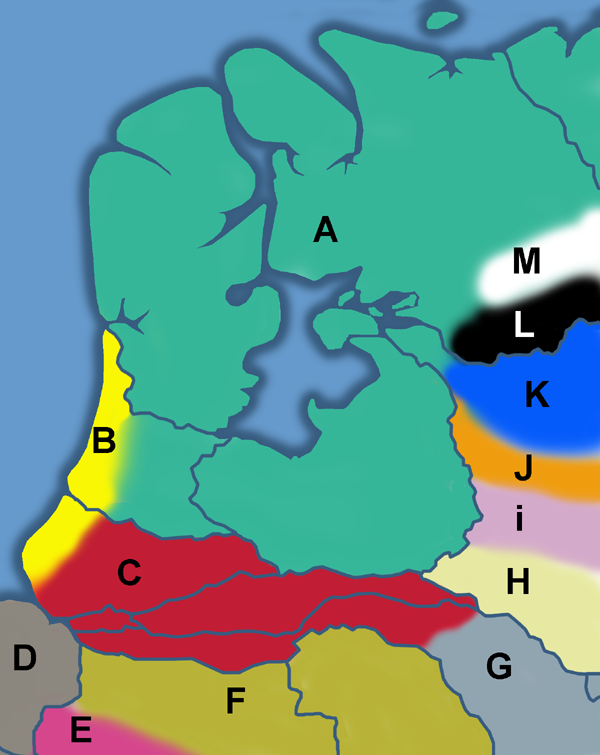
O local aproximado (hoje Holanda) onde as tribos germânicas se assentaram no século I. Os limites exatos são desconhecidos entretanto, e H a M em particular, não devem ser considerados como representações exatas.

As tribos mostrado no mapa à esquerda são:
- A. Frísios,
- B. Caninefates,
- C. Batavos,
- D. Marsos,
- E. Toxandros,
- F. Menápios,
- G. Ampsivários,
- H. Camavos,
- I. Sicambros,
- J. Brúcteros,
- K. Tubantes,
- L. Usípetes e
- M. Tencteros.

Outros grupos tribais não mostrados neste mapa, mas associado com a Holanda são:
- Ambianos,
- Catos,
- Catuários,
- Morinos,
- Salianos,
- Tungros e
- Úbios.